# 마이크로소프트 오피스
마이크로소프트 오피스(Microsoft Office)는 마이크로소프트에서 개발한 윈도우, 맥용 사무용 소프트웨어의 묶음이다. 1989년에 맥용으로, 1990년에 윈도우용으로 처음 개발되었다.
몇 가지 버전을 예로 들면 2007년 1월 30일에 윈도우 비스타와 동시에 출시된 윈도우용 마이크로소프트 오피스 2007과 2008년 1월 15일에 출시된 맥용 마이크로소프트 오피스 2008이 있다. 이 버전들은 새로운 인터페이스와 오피스 오픈 XML 포맷(.docx, .xlsx, .pptx 등)을 사용한다. 마이크로소프트 오피스 호환성 패키지를 설치하면 윈도우용 오피스 2000-오피스 2003, 맥용 오피스 2004 에서도 이 문서들을 보고 편집할 수 있게 되었다. 그 뒤로 서비스 팩과 더불어 새로운 버전들이 업데이트되었으며 워드, 엑셀, 파워포인트,원노트는 대부분의 오피스 에디션에 기본으로 내장되어 있다.
2022년 '마이크로소프트 오피스' 명칭을 '마이크로소프트 365'로 변경과 함께 단품으로 나오는 제품이 단종되었다.

## 역사
마이크로소프트 오피스의 첫 버전은 1989년에 맥용으로 출시되었다. 또한 윈도우용은 1990년에 출시되었다.

### 윈도우용 오피스의 역사
- 마이크로소프트 오피스 3.0은 1990년에 윈도우용으로 처음 출시된 마이크로소프트 오피스다.
- 마이크로소프트 오피스 4.0은 1994년에 출시되었으며 워드 6.0, 엑셀 5.0, 파워포인트 4.0을 포함하고 있다. 워드는 전 버전이 2.0임에도 불구하고 맥용 오피스와 버전 번호를 같이 하기 위하여 2.0 다음 버전을 6.0으로 맞추었다.
- 마이크로소프트 오피스 4.3은 마지막 16비트 지원 오피스이다. 이 버전은 윈도우 3.1x과 윈도우 NT 3.1 그리고 윈도우 NT 3.5를 마지막으로 지원하는 버전이다. (윈도우 NT 3.51은 오피스 97까지 지원된다.)
- 마이크로소프트 오피스 95(버전 7.0, 5.0과 6.0은 워드, 엑셀, 파워포인트의 버전을 맞추려고 넘어갔다.)은 윈도우 95와 호환되기 위하여 모두 32비트로 구성된 버전이며. 오피스 95 스탠다드와 오피스 95 프로페셔널의 두가지 에디션이 있다. 스탠다드 버전은 워드 7.0, 엑셀 7.0, 파워포인트 7.0, 스케줄+ 7.0을 포함하고 있으며, 프로페셔널 에디션은 스탠다드 에디션에 액세스 7.0을 추가한 버전이다.
- 마이크로소프트 오피스 97(버전 8.0)은 큰 변화와 향상이 있었던 버전이다. 일본과 한국을 대상으로 오피스 98(버전 8.5)도 출시되었다.
- 마이크로소프트 오피스 2000(버전 9.0)은 매크로 바이러스를 방지하기 위한 디지털 서명 등 새로운 보안 기능을 추가했다. 오피스 2000은 윈도우 95를 지원하는 마지막 버전이며, 제품 인증을 포함하지 않는 버전이기도 하다.
- 마이크로소프트 오피스 XP(버전 10.0, 오피스 2002라고도 알려져 있다.)는 안전 모드라는 기능을 추가했는데. 만약에 레지스트리 수정등의 이유로 한 프로그램의 로딩이 실패하면. 안전 모드가 문제를 감지하고 수정할 수 있게 했다. 이 버전은 제품 인증이라는 기능도 추가했다. 오피스 XP는 윈도우 98, 윈도우 98 SE, 윈도우 Me, 윈도우 NT 4.0, 윈도우 2000 서비스 팩 2 이하 버전을 지원하는 마지막 버전이고, 윈도우 7과 윈도우 서버 2008 R2에서 호환된다고 보고된 첫 번째 버전이다.
- 마이크로소프트 오피스 2003(버전 11.0)은 2003년에 출시된 버전으로 마이크로소프트 인포패스와 마이크로소프트 원노트 프로그램이 추가되었다. 이 버전은 윈도우 XP 스타일의 아이콘과 디자인을 사용한 첫 버전으로, 아웃룩 2003은 정크 메일 필터를 강화했다. 오피스 2003은 윈도우 2000 서비스 팩 3 이상 버전을 지원하는 마지막 버전이며, 윈도우 8, 윈도우 8.1, 윈도우 서버 2012, 윈도우 서버 2012 R2를 지원하는 첫 버전이다.
- 마이크로소프트 오피스 2007(버전 12.0)은 2006년, 2007년에 윈도우 비스타의 기업용/개인용 버전과 함께 출시된 버전으로 마이크로소프트 그룹을 포함하며, 이전 오피스에서 완전히 새로운 인터페이스인 리본 UI를 사용한다. 오피스 2003은 윈도우 XP 서비스 팩 2~3, 윈도우 서버 2003 서비스팩 1 이상, 또는 윈도우 비스타에서 사용할 수 있다. 오피스 2007 서비스팩 2부터 오피스 2007은 리브레오피스 및 오픈오피스에서 쓰이는 ODF 포맷을 지원하며, 윈도우 10과 윈도우 서버 2016을 지원하는 첫 버전이다.
- 마이크로소프트 오피스 2010(버전 14.0)은 2010년 6월에 출시되었다. 버전 13은 13에 대한 안 좋은 생각 때문에 출시되지 않는다. 테크니컬 프리뷰 1 버전(14.0.4006.1010)이 2009년 5월 15일에 유출되었는데. 7월 13일에 마이크로소프트는 공식적으로 오피스 2010에 관해 언급했다. 7월 13일은 새로운 테크니컬 프리뷰 버전(14.0.4302.1000)이 유출된 날이기도 하다. 윈도우 XP, 윈도우 비스타, 윈도우 서버 2003, 윈도우 서버 2003 R2, 윈도우 서버 2008을 지원하는 마지막 버전이다.
- 마이크로소프트 오피스 2013(버전 15.0)은 2012년 7월 16일(현지시간)에 오피스 2013 커스터머 프리뷰에서 공개했다. 윈도우 7, 윈도우 8, 윈도우 8.1, 윈도우 10, 윈도우 서버 2008 R2, 윈도우 서버 2012, 윈도우 서버 2012 R2, 윈도우 서버 2016, 윈도우 서버 2019를 지원한다.
- 마이크로소프트 오피스 2016(버전 16.0)은 2015년 5월 4일에 일반 사용자용 프리뷰가 공개되었다. 2015년 9월 22일 오전 9시(PDT)에 출시되었다. 윈도우 7, 윈도우 8, 윈도우 8.1, 윈도우 서버 2008 R2, 윈도우 서버 2012, 윈도우 서버 2012 R2를 공식 지원하는 마지막 버전이다. 윈도우 10 기반의 UI를 적용한 첫 버전이기도 하다.
- 마이크로소프트 오피스 2019(버전 16.0)은 2018년 9월 24일에 공개되었다. 윈도우 10, 윈도우 서버 2016, 윈도우 서버 2019만을 지원한다. 비공식적으로 윈도우 7, 윈도우 8, 윈도우 8.1, 윈도우 서버 2008 R2, 윈도우 서버 2012, 윈도우 서버 2012 R2에서도 설치가 가능하나, 지원 대상이 아니기에 사용에 제약이 약간 있을 수 있다.
- 마이크로소프트 오피스 2021(버전 16.0)은 2021년 10월 5일에 출시를 했다. 윈도우 10 버전 1809 이후, 윈도우 서버 2019, 윈도우 서버 2022, 윈도우 11를 공식 지원하는 버전이자 마이크로소프트 오피스 제품의 마지막 버전이다. 마이크로소프트 365로 변경되어서 오피스 2021을 마지막으로 마이크로소포트의 오피스 제품의 단품은 단종되었다.

### 맥 OS용 오피스의 역사
오피스를 만들기 전에 마이크로소프트는 맥용 마이크로소프트 워드 1.0을 1984년에 출시하고. 엑셀 1.0을 1985년에, 파워포인트 1.0을 1987년에 출시했다. 마이크로소프트는 마이크로소프트 액세스를 맥용 마이크로소프트 오피스에 포함하지 않는다.
- 맥용 마이크로소프트 오피스 1.0는 윈도우용 오피스가 출시되기 1년 전인 1989년에 출시되었다. 이 버전은 워드 4.0, 엑셀 2.20, 파워포인트 2.01을 포함한다.
- 맥용 마이크로소프트 오피스 1.5는 1991년에 출시되었으며, 엑셀 3.0으로 엑셀 버전을 업데이트했으며, 애플의 시스템 7을 처음으로 지원하는 오피스이다.
- 맥용 마이크로소프트 오피스 2.9는 1992년에 출시되었으며 엑셀 4.0을 탑재했다.
- 맥용 마이크로소프트 오피스 4.0은 1993년에 출시되었으며, 파워맥용 첫 오피스 프로그램이었다. 이 버전은 68k 프로세서를 지원하는 마지막 버전이다.
- 마이크로소프트 오피스 98 맥 에디션은 인터넷 익스플로러 4와 함께 1998년에 발표되었으며, 처음으로 퀵타임을 지원하는 버전이다.
- 마이크로소프트 오피스 2001은 2000년에 출시되었으며, 맥 OS X의 이전 버전에서 마지막으로 사용 가능한 버전이다, 맥 OS 8.5 이상에서 작동하며, 마이크로소프트 앙투리지라는 프로그램을 사용할 수 있는 버전인데, 이 버전은 이메일 클라이언트에 노트, 주소록, 달력 등의 부가 기능들이 있는 버전이다.
- 마이크로소프트 오피스 버전 X는 2001년에 맥 OS X용으로 새롭게 출시된 버전이다.
- 맥용 마이크로소프트 오피스 2004는 2004년에 출시되었다.
- 맥용 마이크로소프트 오피스 2008은 2008년에 출시되었다.
- 맥용 마이크로소프트 오피스 2011(버전 15.0)은 2010년 가을에 출시되었다.
- 맥용 마이크로소프트 오피스 2016(버전 16.0)은 2015년 3월 5일(현지 시간)에 프리뷰가 공개되었다. 2015년 7월 9일에 출시되었다.

### 클라우드 오피스의 역사
- 마이크로소프트 오피스 365는 2013년 5월에 출시를 했다.
- 마이크로소프트 365는 2022년 하반기에 마이크로소프트 오피스를 마이크로소프트 365로 명칭을 변경해서 단품은 단종시키고, 구독형으로 바꿨다.

## 구성

### 주요 에디션
- 기본 프로그램
  - 마이크로소프트 워드 (Word)
  - 마이크로소프트 엑셀 (Excel)
  - 마이크로소프트 아웃룩 (Outlook/Entourage)
  - 마이크로소프트 파워포인트 (PowerPoint)
  - 마이크로소프트 액세스 (Access) - 마이크로소프트 365로 명칭 변경 후 제거됨.
  - 마이크로소프트 원노트 (OneNote)
  - 마이크로소프트 인포패스 (InfoPath) - 마이크로소프트 오피스 2016부터 제거됨.
  - 마이크로소프트 셰어포인트 디자이너 - 프론트페이지를 대체 (SharePoint Designer/FrontPage) - 마이크로소프트 365로 명칭 변경 후 제거됨.
- 개발자 도구 - 개발자 에디션에만 포함. 오피스용 비주얼 스튜디오 도구를 대체
  - 마이크로소프트 퍼블리셔 (Publisher) - 마이크로소프트 365로 명칭 변경 후 제거됨.
  - 마이크로소프트 프로젝트 (Project) - 마이크로소프트 365로 명칭 변경 후 제거됨.
  - 마이크로소프트 비지오 (Visio) - 마이크로소프트 365로 명칭 변경 후 제거됨.
  - 마이크로소프트 오피스 어카운팅 (Accounting) - 마이크로소프트 365로 명칭 변경 후 제거됨.
  - 마이크로소프트 오피스 도큐먼트 이미징 (Document Imaging) - 마이크로소프트 365로 명칭 변경 후 제거됨.
  - 마이크로소프트 오피스 도큐먼트 스캐닝 (Document Scanning) - 마이크로소프트 365로 명칭 변경 후 제거됨.
  - 마이크로소프트 오피스 그루브/셰어포인트 워크스페이스(2010버전부터는 셰어포인트 워크스페이스로 이름을 바꿨다.) (Groove/Sharepoint Workspace) - 마이크로소프트 365로 명칭 변경 후 제거됨.
  - 마이크로소프트 오피스 인터커넥트 (InterConnect) - 마이크로소프트 365로 명칭 변경 후 제거됨.
  - 마이크로소프트 오피스 픽처 매니저 (Picture Manager) - 마이크로소프트 365로 명칭 변경 후 제거됨.

#### 웹 서비스
- 마이크로소프트 오피스 라이브 스몰 비즈니스 (Live Small Business) - 마이크로소프트 365로 명칭 변경 후 제거됨.
- 마이크로소프트 오피스 라이브 워크스페이스 (Live Workspace) - 마이크로소프트 365로 명칭 변경 후 제거됨.
- 라이브 미팅 (Live Meeting) - 마이크로소프트 365로 명칭 변경 후 제거됨.
- 마이크로소프트 오피스 온라인 (Online) - 마이크로소프트 365로 명칭 변경 후 제거됨.
- 마이크로소프트 업데이트 (Update) - 마이크로소포트 365 업데이트로 명칭 변경됨

#### 서버 구성요소
커뮤니케이터가 커뮤니케이션스 서버 R2로 합쳐졌다.
- 마이크로소프트 오피스 폼즈 서버 (Forms Server)
- 마이크로소프트 오피스 그루브 서버 (Groove Server)
- 마이크로소프트 오피스 커뮤니케이션스 서버 R2 (Communications Server R2)
- 마이크로소프트 오피스 퍼포먼스포인트 서버 (PerformancePoint Server)
- 마이크로소프트 오피스 프로젝트 포트폴리오 서버 (Project Portfolio Server)
- 마이크로소프트 오피스 프로젝트 서버 (Project Server)
- 마이크로소프트 오피스 셰어포인트 서버 (SharePoint Server)
  - 액셀 서비스 (Excel Services)
  - 인포패스 폼 서비스 (Infopath Forms Services)

### 지원 운영체제
- 마이크로소프트 오피스 2010 이하 : 윈도우 비스타 버전 이하 지원
- 마이크로소프트 오피스 2013 ~ 마이크로소프트 오피스 2016 : 윈도우 7 버전 이상 지원
- 마이크로소프트 오피스 2019 ~ 마이크로소프트 오피스 2021 : 윈도우 10 버전 1809 이상 지원
- 맥 OS, macOS

### 윈도우에서 사용 가능한 오피스 버전
| 윈도우 버전                    | 마지막 버전 | 기본 지원 종료일 | 확장 지원 종료일 |
| ------------------------------ | ----------- | ---------------- | ---------------- |
| 윈도우 NT 3.51 서비스 팩 5     | 오피스 97   | 2001년 8월 31일  | 2004년 1월 16일  |
| 윈도우 95                      | 오피스 2000 | 2004년 6월 30일  | 2009년 7월 14일  |
| 윈도우 NT 4.0                  | 오피스 XP   | 2006년 7월 11일  | 2011년 7월 12일  |
| 윈도우 98                      | 오피스 XP   | 2006년 7월 11일  | 2011년 7월 12일  |
| 윈도우 98 SE                   | 오피스 XP   | 2006년 7월 11일  | 2011년 7월 12일  |
| 윈도우 2000 서비스 팩 2 이하   | 오피스 XP   | 2006년 7월 11일  | 2011년 7월 12일  |
| 윈도우 2000 서비스 팩 3 이상   | 오피스 2003 | 2009년 4월 14일  | 2014년 4월 8일   |
| 윈도우 ME                      | 오피스 XP   | 2006년 7월 11일  | 2011년 7월 12일  |
| 윈도우 XP 서비스 팩 2          | 오피스 2007 | 2012년 10월 9일  | 2017년 10월 10일 |
| 윈도우 XP 서비스 팩 3          | 오피스 2010 | 2015년 10월 13일 | 2020년 10월 13일 |
| 윈도우 서버 2003               | 오피스 2003 | 2009년 4월 14일  | 2014년 4월 8일   |
| 윈도우 서버 2003 서비스 팩 2   | 오피스 2010 | 2015년 10월 13일 | 2020년 10월 13일 |
| 윈도우 비스타 RTM              | 오피스 2007 | 2012년 10월 9일  | 2017년 10월 10일 |
| 윈도우 비스타 서비스 팩 1 이상 | 오피스 2010 | 2015년 10월 13일 | 2020년 10월 13일 |
| 윈도우 서버 2008               | 오피스 2010 | 2015년 10월 13일 | 2020년 10월 13일 |
| 윈도우 7                       | 오피스 2016 | 2020년 10월 13일 | 2025년 10월 14일 |
| 윈도우 서버 2008 R2            | 오피스 2016 | 2020년 10월 13일 | 2025년 10월 14일 |
| 윈도우 8                       | 오피스 2016 | 2020년 10월 13일 | 2025년 10월 14일 |
| 윈도우 서버 2012               | 오피스 2016 | 2020년 10월 13일 | 2025년 10월 14일 |
| 윈도우 8.1                     | 오피스 2016 | 2020년 10월 13일 | 2025년 10월 14일 |
| 윈도우 서버 2012 R2            | 오피스 2016 | 2020년 10월 13일 | 2025년 10월 14일 |
| 윈도우 10                      | 오피스 2021 | 2021년 10월 5일  | 미정             |
| 윈도우 서버 2016               | 오피스 2021 | 2021년 10월 5일  | 미정             |
| 윈도우 서버 2019               | 오피스 2021 | 2021년 10월 5일  | 미정             |
| 윈도우 11                      | 오피스 2021 | 2021년 10월 5일  | 미정             |
| 윈도우 서버 2022               | 오피스 2021 | 2021년 10월 5일  | 미정             |

### 맥에서 사용가능한 오피스 버전
| 맥 운영체제                  | 마지막 버전      |
| ---------------------------- | ---------------- |
| (68K) 시스템 7.0 - 맥 OS 8.1 | 오피스 4.2.1     |
| (PPC) 시스템 7.1.2           | 오피스 4.2.1     |
| (PPC) 시스템 7.5 - 맥 OS 8.0 | 오피스 98        |
| (PPC) 맥 OS 8.1 - 9.2.2      | 오피스 2001      |
| (PPC) 맥 OS X 10.1 - 10.5    | 오피스 버전 X    |
| (PPC) Mac OS X 10.2 - 10.5   | 맥용 오피스 2004 |
| (범용) Mac OS X 10.4 - 10.6  | 맥용 오피스 2008 |
| (인텔) Mac OS X 10.5 -       | 맥용 오피스 2011 |
| (인텔) Mac OS X 10.10 -      | 맥용 오피스 2016 |

## 지원
2002년부터 마이크로소프트는 지원 수명(Support LifeCycles) 정책을 지원한다.
- 초기 버전의 오피스 97 (노트 에디터 97 포함) 은 더 이상 지원하지 않는다.
- 오피스 97 (아웃룩 98 포함) – 기본적인 핫픽스는 2001년 8월 31일에 지원이 끝났다. 연장된 핫픽스는 2002년 2월 28일에 지원이 끝났다. 보조 지원은 2004년 1월 16일에 끝났다.
- 오피스 2000 – 기본적인 지원은 2004년 6월 30일에 끝났다. 연장 지원은 2009년 7월 14일에 끝났다.
- 오피스 XP – 기본적인 지원은 2006년 7월 11일에 끝났다. 연장 지원은 2011년 7월 12일에 끝났다.
- 오피스 2003 - 기본적인 지원은 2009년 4월 14일에 끝났다. 연장 지원은 2014년 4월 8일에 끝났다.
- 오피스 2007 - 기본적인 지원은 2012년 10월 9일에 끝났다. 연장 지원은 2017년 10월 10일에 끝났다.
- 오피스 2010 - 기본적인 지원은 2015년 10월 13일에 끝났다. 연장 지원은 2020년 10월 13일에 끝났다.
- 오피스 2013 - 기본적인 지원은 2018년 4월 10일에 끝났다. 연장 지원은 2023년 4월 11일에 끝났다.
- 오피스 2016 - 기본적인 지원은 2020년 10월 13일에 끝났다. 연장 지원은 2025년 10월 14일까지다.
- 오피스 2019 - 기본적인 지원은 2023년 10월 10일까지다. 연장 지원은 2028년 10월 10일까지다.
- 오피스 2021 - 연장 지원은 2026년 10월 13일까지다.
- 오피스 2021까지 버전 - 기본적인 지원은 공개일 후 5년에 끝나거나, 다음 릴리즈가 나온 뒤 2년까지이다. 연장 지원은 5년까지다.

## 같이 보기
- 마이크로소프트
- 마이크로소프트 오피스 2021
- 마이크로소프트 365
- 한컴오피스
- 한/글
- 리브레오피스
- 오픈오피스